# مايك بوغل
مايك بوغل (بالإنجليزية: Mike Bogle)‏ هو ملحن أمريكي، ولد في 1961.

## روابط خارجية
- مايك بوغل على موقع IMDb (الإنجليزية)